# Satelindo

Satelindo (nome completo PT Satelit Palapa Indonesia) foi uma empresa operadora de telefonia móvel com tecnologia GSM pioneira na Indonésia.

## História
A Satelindo foi criada em 1993 e entrou em operação em 1994. Era uma joint-venture entre Bimantara Grupo, Telkom e Indosat. Em 2000, a Indosat e a Telkom concordaram com a transferência de titularidade das ações da Satelindo e da Telkomsel para pôr fim à propriedade cruzada nas duas empresas e demonstrar boa-fé na competição. Os serviços prestados pela Satelindo eram a emissão de cartões de serviços de comunicação por telefone móvel (cartão Satelindo), usando uma assinatura pós-paga da marca Matrix, e serviços pré-pagos da Mentari. A empresa também operou os satélites Palapa C1 e C2.
No último trimestre de 2003, a empresa foi dissolvida depois de ser adquirida pela Indosat.